# Latim antigo
Latim antigo (também arcaico ou primitivo) é a forma do latim usada no período anterior à era do latim clássico, ou seja, anterior a 75 a.C.

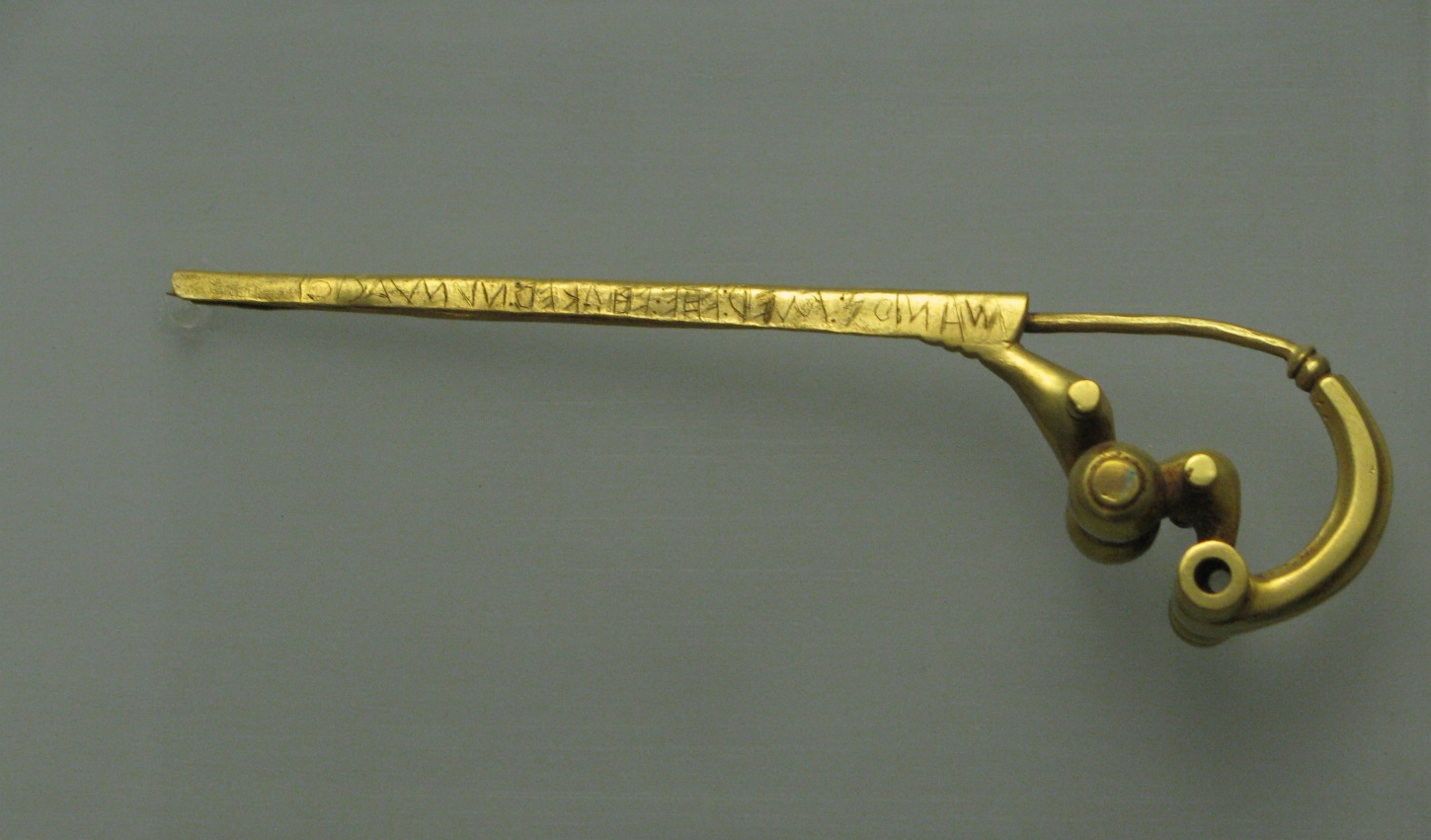
Inscrição na Fíbula Prenestina, a primeira inscrição conhecida da língua latina

O termo prisca Latinitas é usado no latim moderno e no latim contemporâneo para distingui-lo do termo vetus Latina, no qual vetus ("velho", "antigo") possui outro significado. O uso de termos como "antigo" e "arcaico" para se referir a esta forma do idioma já é o padrão nas publicações dos escritos do idioma desde pelo menos o século XVIII. A definição se refere aos escritos que utilizavam convenções ortográficas e palavras que geralmente não foram usadas em obras escritas durante o Império Romano.

## Origens
A história do latim, a língua natural dos antigos romanos, remonta há mais de 2700 anos. Sua formação original é obscura. Uma hipótese dá que a língua pode ter nascido na primitiva cidade de Roma e seus arredores, na região do Lácio, na península Itálica. Outra teoria pretende que o latim foi trazido por povos invasores, oriundos do centro ou norte da Europa, que chegaram à península no final da Idade do Bronze, em torno de 1000 a.C. Outros supõem que o latim derivou de um amálgama de várias línguas indo-europeias chegadas à Itália por vias diferentes. A pré-história do latim é difícil de determinar por causa da ausência de testemunhos escritos, e a influência de várias línguas diferentes é apenas deduzida de derivações encontradas na língua registrada em tempos históricos. Não sobrevivem registros escritos da linguagem desta fase inicial, e os mais antigos conhecidos datam do século VI a.C.

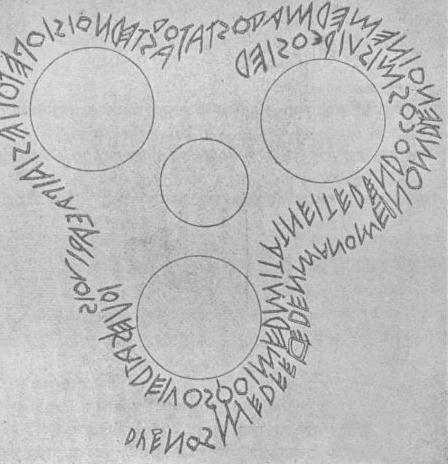
Inscrição Duenos, do século VI a.C., uma das mais antigas a sobreviver

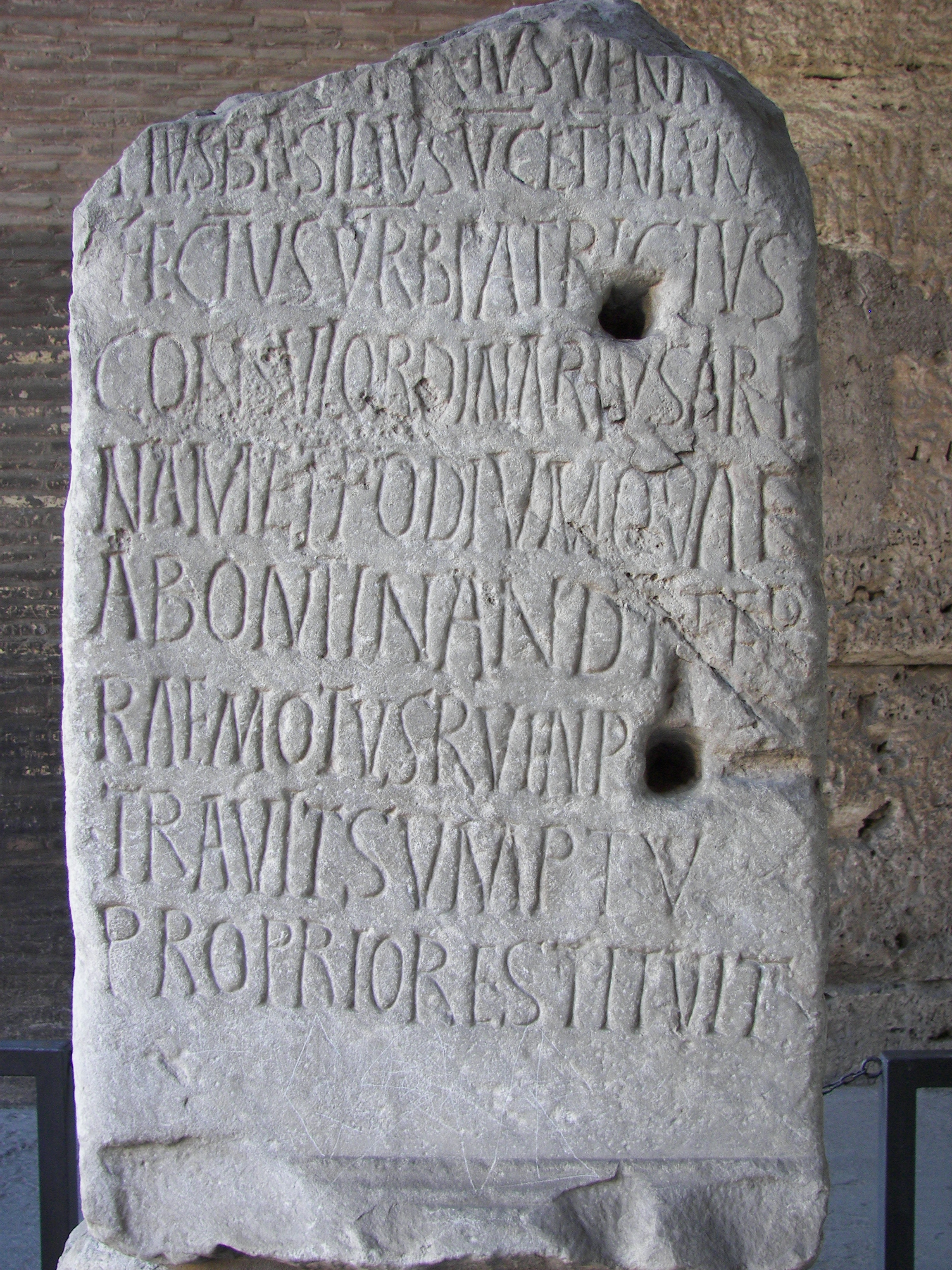
Inscrição do século V a.C., encontrada no Fórum Romano

Este latim primitivo tinha vários pontos de semelhança com as línguas faladas no entorno de Roma, tais como o umbro, o sabino e o osco, do grupo das línguas itálicas. As inscrições remanescentes dessas outras falas evidenciam que compartilhavam com o latim vários aspectos gramáticos e sintáticos, e até algum vocabulário, mas não eram próximas o bastante para serem mutuamente compreendidas. Essa evidência sugere que anteriormente pode ter havido uma única língua geral na região, mas tampouco disso há provas. Porém, é certo que o latim e as línguas itálicas derivam de um tronco comum, de onde nasceram muitas línguas europeias e outras tantas orientais.
Das línguas itálicas, a que possivelmente deixou mais traços no latim antigo foi o etrusco, uma entrada tardia na região, detectada a partir do século VIII a.C. Elementos do etrusco permaneceram presentes no latim em especial em denominações de lugares, famílias e indivíduos, bem como em terminologia administrativa e militar, como por exemplo cacla > cacula (servo de um soldado); caerimo > caerimonia (cerimônia); Porsenna > Vibenna (nome próprio); Palanius, Palinius > Palatinus (topônimo); Porsina > Caecina > Cinna (nome próprio); muito porque nas primeiras fases da história de Roma os etruscos eram o povo dominante no Lácio, e como reis governaram a cidade, inclusa no extenso território que conquistaram. Várias famílias patrícias romanas tinham ancestrais etruscos. Também foram os etruscos que colocaram os romanos em contato indireto com os gregos, instalados no sul da Itália na mesma época. Dos gregos os etruscos emprestaram muito material cultural, incluindo estilos e técnicas artísticas, elementos de mitologia e hábitos sociais, bem como influência linguística, fatores que por sua vez afetaram a comunidade falante do latim primitivo que lhes estava subordinada. Como exemplo, as palavras latinas cotoneum, Tarentum, gruma, lanterna, sporta, derivam do grego kudónion, Táranta, giôma, lamprís, spurída, respectivamente, através de intermediação etrusca.
Uma definição de rumos importante ocorreu quando os romanos iniciaram sua expansão territorial, por meados do século IV a.C. A supremacia de Roma impôs no Lácio a versão romana do latim como o dialeto dominante, quando até ali se haviam formado diversas variantes. Na região de Cività Castellana, de acordo com uma inscrição encontrada na variante falisca, o dito popular "hoje bebo vinho, amanhã não terei nada" era escrito foied vino pipafo cra carefo, correspondendo ao latim romano hodie vinum bibam cras carebo. Da versão romana do latim, a inscrição mais antiga data do século V a.C., encontrada em um monumento que a tradição dizia ser a tumba de Rômulo. O texto está fragmentado, mas o que pôde ser tirado da sua análise é que nesta época o latim era tão diferente da época clássica que seu entendimento se torna muito difícil até para os peritos. Outro documento do século V a.C., a Lei das Doze Tábuas, revela influência do grego, mas não sobreviveu nenhum texto original senão em citações posteriores. Diversas citações foram preservadas desta forma em obras de autores tardios, indicando que eram textos de grande valor para os romanos. Porém, mesmo os romanos mal podiam entendê-los no período clássico. Um exemplo é a fórmula augural citada por Varro:
Templa tescaque m(eae) fines ita sunto / quoad ego easte lingua nuncupauero / ollaner arbos quirquir est quam me sentio dixisse / templum tescumque m(ea) f(inis) esto in sinistrum / ollaber arbos quirquir est quid me sentio dixisse / templum tescumque m(ea) f(inis) esto (in) dextrum / inter ea conregione conspicione cortumione / utique eas rectissime sensi..." 
Traduzido conjeturalmente como "Os limites do santuário serão fixados / tão claramente quanto a língua puder expressar / uma velha árvore, que também chamarei / de limítrofe, ficará à esquerda / uma velha árvore, que também chamarei / de limítrofe, ficará à esquerda / esta área intermédia, abrangida pelo olhar e pelo pensamento / é a melhor para (invocar-se a divindade?)..." 
À medida que os romanos expandiam seu território e o latim romano se fixava como a variante dominante no Lácio, ao mesmo tempo entraram em contato direto com a civilização grega, pela qual foram influenciados, passando a adotar diversos referenciais culturais gregos, entre eles o conceito de escrita como uma arte. Com o tempo, nenhum patrício romano pôde pretender ser culto se não dominasse o grego e demonstrasse interesse pelas artes. Significativamente, as primeiras obras importantes da literatura romana foram traduções ou adaptações de obras gregas, nomeadamente um grupo de comédias de Plauto, datadas de c. 200 a.C., tomadas de fontes gregas e adaptadas para o contexto romano. Nesse processo, o próprio latim se beneficiou da influência grega, transformando-se e refinando-se profundamente, e logo o latim se havia tornado uma língua culta e seus escritores passaram a competir com seus modelos, tentando superá-los.

## Cronologia
Em 1874 o prelado e classicista John Wordsworth usou a definição: 
Por latim antigo eu compreendo o latim de todo o período da República, que é distinto de forma muito contundente, tanto em sua tonalidade quanto na sua forma externa, daquele do Império.
Embora as diferenças sejam marcantes e possam ser identificadas prontamente pelos leitores do latim, elas não são tantas que possam formar uma barreira linguística. Os falantes de latim do Império Romano não manifestavam quaisquer problemas na compreensão do latim arcaico, exceto por alguns poucos textos que provavelmente pertenciam à época dos reis, especialmente canções. Assim, enquanto a Lei das Doze Tábuas, que deu início à República, eram compreendidas facilmente, a carmen saliare, escrita provavelmente durante o reinado de Numa Pompílio, não o podiam ser em sua integridade.

Não há distinção significativa entre o latim antigo que era falado na República Romana e o latim clássico; o que ocorre é que o primeiro gradualmente evoluiu para o segundo. O fim da República seria um marco muito tardio para os estudiosos que vieram depois de Wordsworth; para o latinista Charles Edwin Bennett:
'Latim primitivo' é um termo um tanto vago … Bell, De locativi in prisca Latinitate vi et usu, Breslau, 1889, coloca o seu limite final em 75 a.C. Uma data definitiva é realmente impossível de ser estabelecida, já que o latim arcaico não termina abruptamente, mas continua até mesmo até o período imperial.
 A própria data proposta por Bennett, de 100 a.C., não perdurou, e 75 a.C. passou a ser usada como padrão por fontes como os quatro volumes da Loeb Classical Library, e outros grandes compêndios.

## Corpus

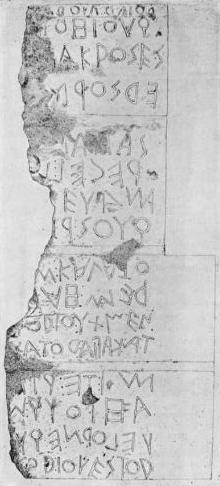
A Inscrição do Fórum é uma das mais antigas inscrições em latim. Foi escrita no estilo bustrofédon, embora de maneira irregular.

Obras no latim antigo cuja autoria se conhece começam a surgir no século III a.C.. São obras que sobreviveram na íntegra (ou praticamente inteiras), geralmente na forma de manuscritos que foram copiados de outros manuscritos, feitos por sua vez em qualquer um dos alfabetos utilizado na época. Além destes, existem também diversos fragmentos de obras, citados por outros autores.
Diversas inscrições, grafadas através dos mais diferentes métodos (pinturas, gravuras, alto-relevo) sobreviveram da maneira como foram feitas, embora obviamente tendo sofrido os efeitos do tempo. Algumas foram copiadas de outras inscrições. Nenhuma destas é anterior à introdução do alfabeto grego na península Itálica, e nenhuma deste período sobreviveu. A falta de precisão da datação arqueológica faz com que datas precisas sejam impossíveis de determinar, porém os exemplares mais antigos a terem sobrevivido são provavelmente do século VI a.C.. Alguns dos textos, no entanto, que sobreviveram como fragmentos nas obras de autores clássicos, tiveram necessariamente que ter sido feitos antes da República, durante a monarquia.
Entre os fragmentos em latim antigo mais destacados estão (com as estimativas de data):
- Canção dos salianos (canto que, segundo citava-se no período clássico, era cantado pela irmandade sália, formada por Numa Pompílio por volta de 700 a.C.)
- Fíbula prenestina (século VII a.C., cuja autenticidade foi questionada por estudiosos porém confirmada em 2011)
- Lapis Niger ou 'Inscrição do Fórum' (cerca de 550 a.C., durante a monarquia)
- Inscrição de Duenos  (cerca de 500 a.C.)
- Dedicatória a Castor e Pólux (cerca de 500 a.C.)
- Vaso de Garigliano (c. 500 a.C.)
- Lapis Satricanus (início do século V a.C.)
- Fragmentos preservados da lei das Doze Tábuas (tradicionalmente 449 a.C.)
- Pedestal de Tibur (c. 400 a.C.)
- Scipionum Elogia, na Tumba dos Cipiões
  - Epitáfio de Lúcio Cornélio Cipião Barbado (c. 280 a.C.)
- Senatus consultum de Bacchanalibus (186 a.C.)
- Inscrição no vaso de Árdea
- Fragmentos do altar de Corcolle
- Canção arval (canção preservada dos Sacerdotes Arvais ou Irmãos Arvais da Roma antiga, cerca de 218 a.C.)

Já alguns dos autores mais importantes que escreveram no latim antigo foram os seguintes:
- Lúcio Lívio Andrônico (c. 280/260 a.C.–c. 200 a.C;)
- Cneu Névio (c. 264 – 201 a.C.)
- Tito Mácio Plauto (c. 254–184 a.C.)
- Quinto Ênio (239 - c. 169 a.C.)
- Marco Pacúvio (c. 220-130 a.C.)
- Públio Terêncio Afer (195/185–159 a.C.)
- Lúcio Ácio (170 - c. 86 a.C.)
- Caio Lucílio (c. década de 160 - 103/2 a.C.)

## Escrita
O latim antigo sobreviveu em inscrições escritas nas diversas formas do alfabeto etrusco, à medida que ele evoluiu e se transformou no alfabeto latino. As convenções de escrita variaram de acordo com o tempo e o lugar até que as convenções do latim clássico prevaleceram. As obras dos autores da época foram copiadas para manuscritos que utilizavam as escritas contemporâneas, e portanto não é possível identificar os alfabetos utilizados originalmente.

## Ortografia
Algumas das diferenças entre o latim antigo e o clássico envolviam apenas a ortografia; a pronúncia continuou igual:
- Consoante simples, no lugar das duplas: Marcelus > Marcellus
- Vogais duplas, no lugar de vogais longas: aara > āra
- q em vez de c (antes de u): pequnia > pecunia
- xs em vez de x: saxsum > saxum
- c em vez de g: caius > gaius

Estas diferenças não ocorreram de maneira simultânea, e não eram universais; por exemplo, o c era usado tanto para /c/ como /g/.

## Fonologia

Evolução dos ditongos do latim antigo (esquerda) para o latim clássico (direita).

Entre as características fonológicas do latim antigo estão as terminações casuais -os e -om (no latim posterior -us e -um), assim como a existência de ditongos como oi e ei (no latim posterior ū ou oe, e ī). Em muitos locais, o latim clássico transformou o /s/ intervocálico em /r/, um fenômeno conhecido como rotacismo. Este rotacismo ocasionou subsequentes implicações nas declinações do idioma: honos ("honra"), forma registrada no início do período clássico do latim, passou para honor. Alguns textos do latim antigo ainda conservam o /s/ nesta posição, tais como o uso de lases no lugar de lares, presente na Canção Arval.

## Gramática e morfologia

### Substantivos

#### Primeira declinação (a)
'Declinação de raiz A'; os substantivos desta declinação geralmente terminam em –a e costumam ser femininos.
|            | puella, –aī garota, donzela f. | puella, –aī garota, donzela f. |
| Singular   | Plural                         |                                |
| ---------- | ------------------------------ | ------------------------------ |
| Nominativo | puella                         | puellai                        |
| Genitivo   | puellās/-es/-āī                | puellōm/ -āsom                 |
| Dativo     | puellai                        | puellais/-eis/ -abos           |
| Acusativo  | puellam                        | puellā                         |
| Ablativo   | puellād                        | puellais/-eis/ -abos           |
| Vocativo   | puella                         | puellai                        |
| Locativo   | puellā                         | puellais/-eis                  |

#### Segunda declinação (b)
'Declinação de raiz O'; os substantivos desta declinação costumam ser masculinos ou neutros.
|            | campos, –oi campo, planície m. | campos, –oi campo, planície m. | saxom, –oi rocha, pedra n. | saxom, –oi rocha, pedra n. |
| Singular   | Plural                         | Singular                       | Plural                     |                            |
| ---------- | ------------------------------ | ------------------------------ | -------------------------- | -------------------------- |
| Nominativo | campos                         | campoi                         | saxom                      | saxa                       |
| Genitivo   | campī                          | campōm/ -ōsom                  | saxī                       | saxōm/ -ōsom               |
| Dativo     | campoi                         | campois                        | saxoi                      | saxois                     |
| Acusativo  | campom                         | campōs                         | saxom                      | saxa                       |
| Ablativo   | campōd                         | campois                        | saxōd                      | saxois/ -oes               |
| Vocativo   | campe                          | campoi                         | saxe                       | saxoi                      |
| Locativo   | campō                          | campois                        | saxō                       | saxois/ -oes               |

O genitivo plural apresenta duas terminações: -ōm, a mais antiga, quase idêntica à terminação -ōn do grego antigo, e a forma do período final do latim arcaico, -ōsom. Devido ao fenômeno do rotacismo, que fazia com que o /s/ único entre vogais se transformasse em /r/, -ōsom acabou se transformando no -ōrum do latim clássico.

#### Terceira declinação (c)
Declinações de 'raiz em E' e 'raiz em I'; estas declinações contêm substantivos que podem ser masculinos, femininos ou neutros.
|            | Regs –es rei m. | Regs –es rei m. | Ignis -is fogo m.    | Ignis -is fogo m.           |
| Singular   | Plural          | Singular        | Plural               |                             |
| ---------- | --------------- | --------------- | -------------------- | --------------------------- |
| Nominativo | regs            | reges           | ign-is/-es           | ign-eis/-es/-is/-es         |
| Genitivo   | regis           | regōm           | ign-is/-es           | ign-eis/-es/-is/-es         |
| Dativo     | regei           | regebos         | ignim                | ign-eis/-es/-is             |
| Acusativo  | regem           | reges           | ignis                | ign-iom/-ium                |
| Ablativo   | regeid          | regebos         | ign-i/-eī/-ē         | ign-ibus/-ibos              |
| Vocativo   | regs            | reges           | ign-id/-id /-i/-e/-e | ign-ebus/-ebus /-ibos/-ibus |
| Locativo   | regei           | regebos         | igni                 | ignibos                     |

O nominativo como regs em vez de rex mostra um aspecto comum do latim arcaico: a letra x raramente era usada sozinha para indicar o som /ks/ ou /gs/, que costumava ser escrito como 'ks', 'cs' ou até mesmo 'xs'.

### Pronomes pessoais
Pronomes pessoais estão entre os elementos gramaticais mais frequentes das inscrições em latim antigo. Em todas as três pessoas, a terminação ablativa singular é idêntica ao acusativo singular.
|            | Ego, eu            | Tu, tu             | Suī, ele, ela, etc. |
| ---------- | ------------------ | ------------------ | ------------------- |
| Nominativo | ego                | tu                 | -                   |
| Genitivo   | mis                | tis                | sei                 |
| Dativo     | mihei, mehei       | tibei              | sibei               |
| Acusativo  | mēd                | tēd                | sēd                 |
| Ablativo   | mēd                | tēd                | sēd                 |
|            | Plural             |                    |                     |
| Nominativo | nōs                | vōs                | -                   |
| Genitivo   | nostrōm, -ōrum, -i | vostrōm, -ōrum, -i | sei                 |
| Dativo     | nōbeis, nis        | vōbeis             | sibei               |
| Acusativo  | nōs                | vōs                | sēd                 |
| Ablativo   | nōbeis, nis        | vōbeis             | sēd                 |

### Pronome relativo
No latim antigo o pronome relativo também era um conceito comum, e muito utilizado nas inscrições. Infelizmente, as formas são demasiado inconsistentes, e deixaram muito ainda por ser reconstruído pelos estudiosos.
| queī, quaī, quod quem, que | queī, quaī, quod quem, que | queī, quaī, quod quem, que | queī, quaī, quod quem, que |
|                            | Masculino                  | Feminino                   | Neutro                     |
| -------------------------- | -------------------------- | -------------------------- | -------------------------- |
| Nominativo                 | queī                       | quaī                       | quod                       |
| Genitivo                   | quoius, quoios             | quoia                      | quoium, quoiom             |
| Dativo                     | quoī, queī, quoieī, queī   | quoī, queī, quoieī, queī   | quoī, queī, quoieī, queī   |
| Acusativo                  | quem                       | quam                       | quod                       |
| Ablativo                   | quī, quōd                  | quād                       | quōd                       |
|                            | Plural                     |                            |                            |
| Nominativo                 | ques, queis                | quaī                       | qua                        |
| Genitivo                   | quōm, quōrom               | quōm, quārom               | quōm, quōrom               |
| Dativo                     | queis, quīs                | queis, quīs                | queis, quīs                |
| Acusativo                  | quōs                       | quās                       | quōs                       |
| Ablativo                   | queis, quīs                | queis, quīs                | queis, quīs                |

### Verbos

#### Presente e pretérito no latim antigo
Não existem muitas evidências factuais das inflexões e conjugações verbais do latim antigo; as poucas inscrições que restaram mostram diversas inconsistências entre as diferentes formas. As formas mostradas a seguir, portanto, são tanto as que foram provadas por acadêmicos através das inscrições em latim antigo, quanto as que foram reconstruídas pelos estudiosos com base em outras línguas indo-europeias arcaicas, como o grego antigo, ou outros dialetos itálicos, como o osco e o úmbrio.
|                 | Presente do indicativo: Sum ("ser") | Presente do indicativo: Sum ("ser") | Presente do indicativo: Sum ("ser") | Presente do indicativo: Sum ("ser") | Presente do indicativo: Facio ("fazer") | Presente do indicativo: Facio ("fazer") | Presente do indicativo: Facio ("fazer") | Presente do indicativo: Facio ("fazer") |
| Antigo          | Antigo                              | Clássico                            | Clássico                            | Antigo                              | Antigo                                  | Clássico                                | Clássico                                |                                         |
| Singular        | Plural                              | Singular                            | Plural                              | Singular                            | Plural                                  | Singular                                | Plural                                  |                                         |
| --------------- | ----------------------------------- | ----------------------------------- | ----------------------------------- | ----------------------------------- | --------------------------------------- | --------------------------------------- | --------------------------------------- | --------------------------------------- |
| Primeira pessoa | som, esom                           | somos, sumos                        | sum                                 | sumus                               | fac(e/ī)o                               | fac(e)imos                              | faciō                                   | facimus                                 |
| Segunda pessoa  | es                                  | esteīs                              | es                                  | estis                               | fac(e/ī)s                               | fac(e/ī)teis                            | facis                                   | facitis                                 |
| Terceira pessoa | est                                 | sont                                | est                                 | sunt                                | fac(e/ī)d/-(e/i)t                       | fac(e/ī)ont                             | facit                                   | faciunt                                 |

|                 | Pretérito do indicativo: Sum | Pretérito do indicativo: Sum | Pretérito do indicativo: Sum | Pretérito do indicativo: Sum | Pretérito do indicativo: Facio | Pretérito do indicativo: Facio | Pretérito do indicativo: Facio | Pretérito do indicativo: Facio |
| Antigo          | Antigo                       | Clássico                     | Clássico                     | Antigo                       | Antigo                         | Clássico                       | Clássico                       |                                |
| Singular        | Plural                       | Singular                     | Plural                       | Singular                     | Plural                         | Singular                       | Plural                         |                                |
| --------------- | ---------------------------- | ---------------------------- | ---------------------------- | ---------------------------- | ------------------------------ | ------------------------------ | ------------------------------ | ------------------------------ |
| Primeira pessoa | fuei                         | fuemos                       | fuī                          | fuimus                       | (fe)fecei                      | (fe)fecemos                    | fēcī                           | fēcimus                        |
| Segunda pessoa  | fuistei                      | fuisteīs                     | fuistī                       | fuistis                      | (fe)fecistei                   | (fe)fecisteis                  | fēcistī                        | fēcistis                       |
| Terceira pessoa | fued/fuit                    | fueront/-erom                | fuit                         | fuērunt                      | (fe)feced/-et                  | (fe)feceront/-erom             | fēcit                          | fēcērunt/-ēre                  |